# Todóstlabo da Sérvia
Todóstlabo (em grego medieval: Τοδόσθλαβος, Todósthlabos) ou Radoslau (em sérvio: Радослав; romaniz.: Radoslav) foi um príncipe sérvio (arconte) que governou sobre os sérvios do final do século VIII até o IX, em sucessão de seu pai Venceslau, aquele que uniu as tribos sérvias e formou a Ráscia no século VIII. Ele era pai de Proségoes, que sucedeu-o. Ele ou seu filho talvez governou durante a revolta de Luís na Panônia Inferior contra os francos (819–822). De acordo com os Anais Reais Francos de Eginhardo, Luís fugiu de sua sede em Síscia aos sérvios (que se acredita estavam em algum lugar na Bósnia Ocidental) em 822, com Eginhardo mencionado "os sérvios, que controlavam a maior parte da Dalmácia".